# Dayton Lakes (Teksas)
Dayton Lakes je grad u američkoj saveznoj državi Teksas. Prema popisu stanovništva iz 2010. u njemu je živjelo 93 stanovnika.